# 茅ヶ崎市立松浪中学校
茅ヶ崎市立松浪中学校（ちがさきしりつ まつなみちゅうがっこう）は、神奈川県茅ヶ崎市松浪にある公立中学校。通称「浪中（なみちゅう）」。

## 概要
茅ヶ崎市で第一中、鶴嶺中（旧第二中）、松林中（旧第三中）、西浜中に続き5番目に開校した。生徒は主に松浪小、緑が浜小、汐見台小、平和学園小の卒業生である。藤沢市に隣接した地域の学校である為、主な進学先は市内に限らず、藤沢市、鎌倉市の高校に進学する者も多い。最寄り駅はJR東日本辻堂駅で西口から徒歩15分。

## 教育目標
「ふれあい　思いやり　正しい行動」
　よく考え正しく行動できる人になろう
　思いやりのある健康な人になろう
　進んで地域に貢献できる人になろう

## 部活動
- 運動部 : 男女バスケットボール部・男女ソフトテニス部・女子バレーボール部・サッカー部・陸上競技部・卓球部・野球部
- 文化部 : 茶華道部・吹奏楽部・美術部

## 通学区域
(通学区域の出典は茅ヶ崎市公式サイト)
| 町名     | 丁目   | 番地 |
| -------- | ------ | ---- |
| 松浪     | 一丁目 | 全域 |
| 松浪     | 二丁目 | 全域 |
| 浜竹     | 一丁目 | 全域 |
| 浜竹     | 二丁目 | 全域 |
| 浜竹     | 三丁目 | 全域 |
| 浜竹     | 四丁目 | 全域 |
| 町名     | 番地   | 番地 |
| 富士見町 | 全域   | 全域 |
| 緑が浜   | 全域   | 全域 |
| 常盤町   | 全域   | 全域 |
| 汐見台   | 全域   | 全域 |

### 進学前小学校
- 茅ヶ崎市立松浪小学校
- 茅ヶ崎市立緑が浜小学校（一部）

## 著名な卒業生
- 鎌田翔雅 - サッカー選手
- 川上優樹 - サッカー選手
- 松坂桃李 - 俳優
- 松浦亜弥 - アイドル
- 中田宏[3] - 衆議院議員、第28・29代横浜市長